# 帕迪塞鄉

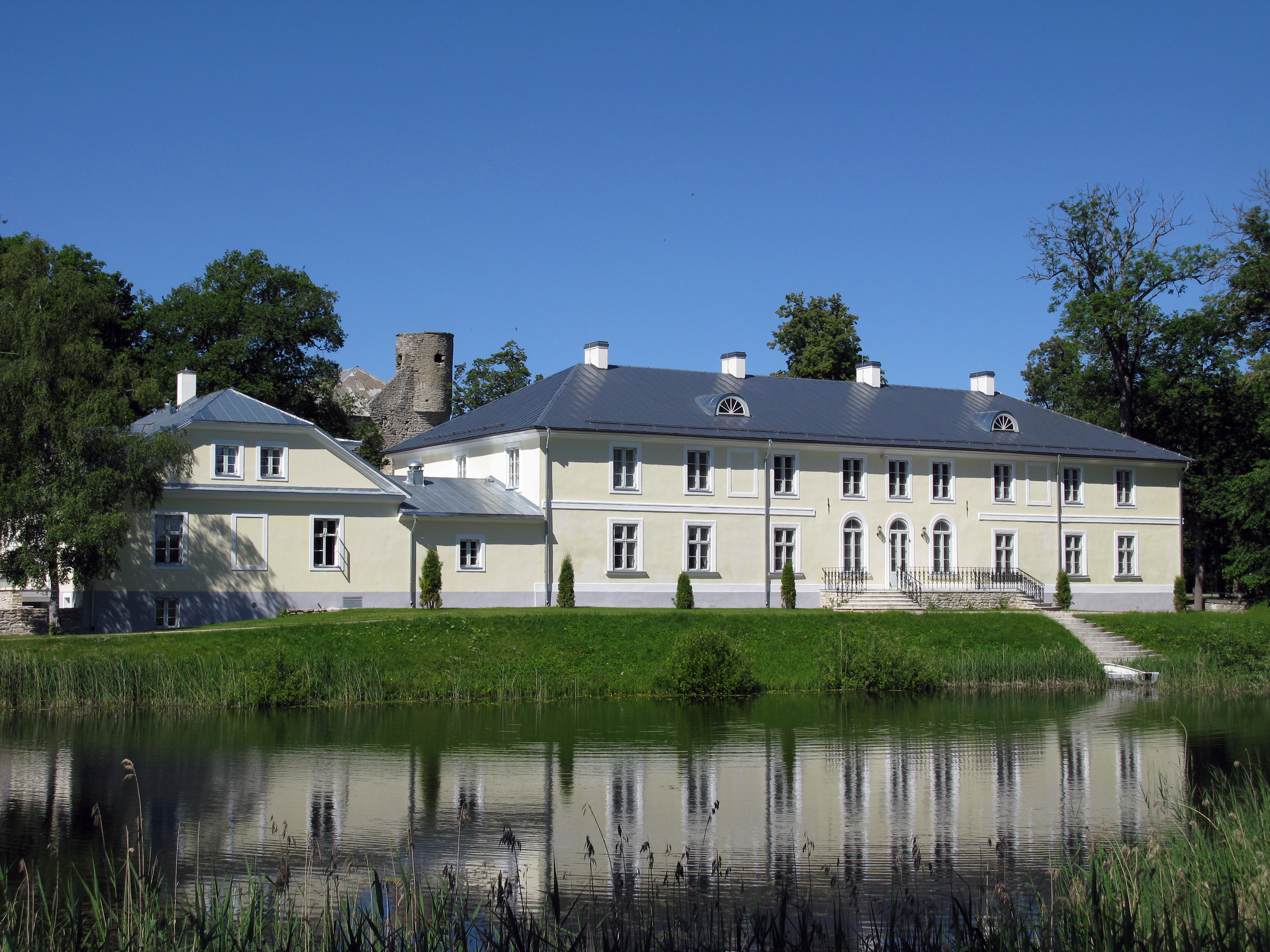
帕迪塞庄园

帕迪塞鄉，曾是愛沙尼亞哈爾尤縣的一個鄉村型市镇，位於該國北部，距離首都塔林447公里，面積367平方公里，2004年人口1,771，人口密度每平方公里5人。
2017年爱沙尼亚行政改革后，帕迪塞市镇与其他市镇一起合并为新的西哈尔尤市镇。